# 地球大進化〜46億年・人類への旅
『地球大進化〜46億年・人類への旅』（ちきゅうだいしんか 46おくねん・じんるいへのたび）は、2004年4月から12月にかけてNHKスペシャル枠で放送されたドキュメンタリー番組。12月に放送された総集編を含めて全7回。2005年、フランス・ジュール・ベルヌ映像祭にて最優秀科学アドベンチャー賞を受賞。 地球の誕生から人類の誕生までを放送した。放送と時期をあわせて同題の図書が出版されており、取材の様子や番組の内容のより細かい説明が掲載されている。
『地球大進化 46億年・奇跡の旅』という別題も存在する。出演（ナビゲーター）は山﨑努。

## 作風
地球を極寒の宇宙の中で生命を優しく育んだ希有な惑星とし「母なる星」と呼び習わす従来の視点を一転させ、灼熱の地獄から極寒の世界まで環境を激変させつつ生命に試練を与えた厳しい存在「荒ぶる父」として描いている。愛知県立大学の伊藤稔明はこの特徴が当時メディアで流行していたガイア理論に反する立場を明確化し脱却を図っていると推測している。番組内では、生命は気候変化という試練に立ち向かい進化してきたと説かれている。地球の進化史あるいは生命の進化史として独立した事象ではなく、地球の環境の変化が生命の進化にどのように影響を与えたか、反対に生命が地球環境にどのように影響を及ぼしたか、相互の関連も取り混ぜて構成している。
太古の生命を既に滅んだ過去の存在としてではなく現在の生物の「御先祖様」と呼び習わす点が、従来の生命進化を取り上げた番組とは異なる視点である。現在生きている私たちは厳しい試練をくぐり抜けてきた御先祖様から尊い命を賜ったのだとする暗喩も含まれている。また、通常のNHKスペシャルでは視聴者を「私達」「我々」と呼ぶことが多いが、このシリーズでは主に視聴者を「あなた」と呼ぶ。そして「あなた」へと至る46億年の旅とは、小さな原始の微生物から始まり数々の大変動を繰り返してきた地球を舞台とした、気の遠くなるような長い時間をかけた命のリレーであり、そのリレーの果てに「あなた」が生きている、と締めくくり、シリーズを通して人類一人ひとりの命の大切さを訴えている。
関連書籍では以前の『地球大紀行』の続編、現代版として企画されたとしている。また、企画にあたっては、スノーボールアース仮説の提出がきっかけになったとしている。

## 内容
番組内で進行役の山崎努は祖先の生物を「ご先祖様」と呼ぶ。また、地球が生物に与えた試練と、それを克服した生物に対し「まいったな」を連発する。
第1回 生命の星 大衝突からの始まり
- 初回放送日:2004年4月17日

月面のクレーターの調査より、誕生直後の地球にしばしば大規模な隕石の衝突があったことを示し、直径400km以上の巨大隕石の落下で起きる現象を定量的にシミュレーションして巨大隕石の衝突による地殻津波と岩石蒸気の発生と海洋蒸発の様子をCGで映像化する。その一方で、地下深くにまで生命が進出し、また、衝突による高温が容易に地下まで届かないことを示して、生命は地下で生き存えて来たと説く。
第2回 全球凍結 大型生物の誕生の謎
- 初回放送日:5月15日

南アフリカ・ナミビアの迷子石から説き起こし、赤道付近にも氷河が発達していた事を示して22億年前と6億年前に赤道までが完全に氷に覆われた全球凍結が起こった事を紹介する。この現象には、藍藻などの生命の活動が大きく関わっており、炭酸ガスを吸収して酸素を放出し地球環境を作り替えるまでに至ったと説く。また、高い酸素濃度がコラーゲン繊維の合成を可能とし、大型の生物の誕生を可能とした。
なおこのとき脊椎動物の祖先として「まだ名前も付いていない生物」の化石が紹介されている。この“新種”とされた生物は、発見当初スプリッギナと呼ばれるエディアカラ生物群の一種ともされたが、研究者がゴム製キャストを作って比較した結果、全く異なる生物だとされている（ただし件の“新種”について続報はないため、本当に新種かどうかは疑問の余地が残る）。ちなみに本当に脊索動物の新種だとすると、発見済みの脊索動物の歴史を約3000万年遡らせることになる。
第3回 大海からの離脱 そして手が生まれた
- 初回放送日:6月26日

プレートテクトニクスによる大陸移動が生物進化に影響を与える様を描く。大陸衝突で生じた大山脈と、その麓に流れる大河へ、海から追われた生物が逃げ込み、不安定な環境への適応を迫られる。やがて、肺呼吸を発達させると共に手を持ち、陸上にも進出する。
第4回 大量絶滅 巨大噴火がほ乳類を生んだ
- 初回放送日:7月17日

2億5000万年前に起こったスーパープルームにより生じる大噴火、溶岩台地の形成に伴い起こるメタンハイドレートの流出といった環境の激変と大量絶滅の中で、爬虫類と哺乳類は各々異なる戦略で危機を乗り越える。気嚢システムを備えて呼吸器官の効率をあげた爬虫類・鳥類の繁栄と、子宮を持ち、確実に命を繋いでいく戦略をとった哺乳類の誕生までを描く。
第5回 大陸大分裂 目に秘められた物語
- 初回放送日:9月25日

暁新世-始新世温暖化極大の影響を受けて植物が繁茂する世界で霊長類は進化し、樹冠で枝から枝へ飛び移る為に立体視を発達させた。やがて、大陸が移動して気候が寒冷化し、植物が減少して食料が枯渇するなかで、確実に果実を獲得するためにフォベアと色覚を発達させた。
第6回 ヒト 果てしなき冒険者
- 初回放送日:11月14日

類人猿から分かれて以降、現代に至るまでに人類は幾つもの傍系に別れ、その傍系は滅びる一方でホモ・サピエンスに至るまでの系統は生き残った。滅んだものと生き残ったものの違いは何か、パラントロプス・ロブストスとホモ・エルガステルの違い、ネアンデルタール人とホモ・サピエンスの違いを取り上げて、何故現人類が生き残ったかを説く。
ネアンデルタール人の絶滅は彼らの咽頭の構造がホモ・サピエンスと比較して音声言語の使用に向いていなかったためであると番組内で説明されているが、堀田凱樹は手話を例に挙げて番組の仮説を疑問視している。
第7回 そして未来へ
- 初回放送日:12月25日（DVD未収録、NHKオンデマンド限定放送）

人類の歴史をもう一度辿り、人類が生まれた理由を改めて探る。祖先に降りかかった数々の大変動と次々と襲いかかる強力な天敵たち。その苦難の歴史の果てに私たちを待ち構える未来とは。
総集編である第7集の放送に先駆け、2004年12月19日にはハイビジョン特集枠で6時間弱に亘って「知られざる生命の星の秘密」「繰り返された栄枯盛衰のドラマ」「ヒトへと通じる道」の3回に分けて『地球大進化 46億年・奇跡の旅』という題で放送された。

## 登場した古生物
代表的な種類を列挙する。人間の「ご先祖様」として扱われた生物は太字で示す。
| 第一回 - 原核生物 第二回 - 襟鞭毛虫 - シアノバクテリア - メタン菌 - 脊椎動物の祖先（無名） - カルニオディスクス - ディッキンソニア - ヨルギア - キンベレラ 第三回 - アランダスピス - 三葉虫 - ディクラヌルス - ユーステノプテロン - アーケオプテリス - 甲冑魚(多数) - 無顎魚類(多数) - アカントステガ - ハイネリア - ペデルペス | 第四回 - グラノスクス - プロキノスクス - ゴルゴノプス - ディイクトドン - モスコプス - トリナクソドン - 小型の双弓類 - アパトサウルス - アロサウルス - エオマイア 第五回 - カルポレステス - ヒラコテリウム - ディアトリマ - ハイエノドント（小型のヒアエノドン科） - ショショニアス - カトピテクス 第六回 - アウストラロピテクス - ホモ・エルガステル - パラントロプス - サーベルタイガー（厳密にはホモテリウム） - ネアンデルタール人 第七回 - 第一から第六までの様々な古生物 - 板皮類(ダンクレオステウスなど多数) |

グラノスクス(Glanosuchus)は、冒頭にて骨格(標本番号: SAM-PK-K7809)が登場したのみである。

## サウンドトラック
土井宏紀が作曲、鋒山亘が編曲とオーケストレーションを担当したサウンドトラックは、2004年8月11日にランブリング・レコーズからリリースされた。
| #   | タイトル                                             | 作詞 | 作曲・編曲 |
| --- | ---------------------------------------------------- | ---- | ---------- |
| 1.  | 「地球大進化（オープニングテーマ）」                 |      |            |
| 2.  | 「全海洋蒸発」                                       |      |            |
| 3.  | 「探究〜古代〜」                                     |      |            |
| 4.  | 「新事実」                                           |      |            |
| 5.  | 「いざない」                                         |      |            |
| 6.  | 「探究〜発見〜」                                     |      |            |
| 7.  | 「全球凍結」                                         |      |            |
| 8.  | 「迷走」                                             |      |            |
| 9.  | 「大量絶滅」                                         |      |            |
| 10. | 「M.P.p.f.」                                         |      |            |
| 11. | 「探究〜ひかり〜」                                   |      |            |
| 12. | 「絶望/希望」                                        |      |            |
| 13. | 「抵抗」                                             |      |            |
| 14. | 「つなぐきずな」                                     |      |            |
| 15. | 「Stone cold」                                       |      |            |
| 16. | 「あたらしい生命」                                   |      |            |
| 17. | 「人類への旅（エンディングテーマ）」                 |      |            |
| 18. | 「地球大進化（ファーストデモ）（ボーナストラック）」 |      |            |

## NHKジュニアスペシャル版
本作はNHKジュニアスペシャル枠にて、小中学生向けに編集されたものも2005年春に放送された。富永禎彦と島崎和歌子および谷田部雅嗣がそれぞれ司会・キャスター・解説役としてレギュラー出演し、ゲスト出演者の子役と共に番組を進行した。竹中直人も声で出演した。全6回でそれぞれがNHKスペシャル版と1対1で対応するが、第7集に対応するNHKジュニアスペシャル版の回は存在しない。
ジュニアスペシャル版では、島崎和歌子とゲストの子役が特撮ヒーローを模した"シレンジャー"に変身し、実験やゲームを通して先祖の生存戦略を探究するという展開になっている。島崎は今更質問の出来ない大人の疑問を研究者らへ向ける大人の代表という位置付けである。谷田部雅嗣は"やったべぇ"という神出鬼没のキャラクターとして出演し、番組に関連する内容を比較して新たな見地を得る"くらべてくらチョ"というコーナーも担当する。番組冒頭では小学生4年生130人による進化のリレーが展開される。人類の先祖とされる各時代の生物の描かれたビニール傘を児童が持って「進化!」と叫んで広げることで生物の進化が再現されているほか、リレーの道程には全球凍結やP-T境界などの"試練"に見立てた障害物が設置されて生物の大量絶滅も再現されている。
春の放送の後、同年10月23日より再放送も行われた。

### 各回情報
第1回 地球誕生!生命40億年の冒険
初放送日 - 2005年4月10日
ゲスト出演者 - 風間夏実、佐藤翔、桜井結花
第2回 地球が全部凍ってたってホント?!
初放送日 - 2005年4月17日
ゲスト出演者 - 風間夏実、佐藤翔、南李央、新海秋太朗、吉川翔太、くぼかんじ、石山蓮華、桜井結花、中谷さくら、岡安麗奈
全球凍結を乗り越えて大型の多細胞生物に生物が進化するまでの過程を辿る。全球凍結の地球の寒さを体験するため、冷凍庫で凍らせた豆腐で釘を打つなどの体験が用意された。
第3回 大陸が動いた!魚大変身
初放送日 - 2005年4月24日
ゲスト出演者 - 南李央、くぼかんじ、中谷さくら
脊椎動物がF-F境界を乗り越えて上陸するまでの過程を辿る。地球のマントル対流の説明にみそ汁が使用された。
第4回 ご先祖さま絶滅?!最大の試練
初放送日 - 2005年5月1日
ゲスト出演者 - 佐藤翔、新海秋太朗、桜井結花
P-T境界は何をきっかけにしてどのように絶滅が起きたのか、なぜ恐竜と哺乳類が大量絶滅を生き延びて繁栄したのか、その理由を追究する。
第5回 ご先祖さま いよいよサルに!気温大変化
初放送日 - 2005年5月8日
ゲスト出演者 - 風間夏実、吉川翔太、中谷さくら
第6回 ヒト果てしなき冒険
初放送日 - 2005年5月15日
ゲスト出演者 - 南李央、石山蓮華

## 書籍化
2004年に本作の書籍版がNHK出版から出版されたほか、2005年1月にかけて小学館から小林たつよしによるコミック版が出版された。2005年2月にはプロデューサー高間大介によるサイエンス読本『46億年 わたしたちの長き旅』がNHK出版から出版され、同年3月からは学研からジュニア版書籍も出版された。

## 反響

### 教育への利用
本作は地球科学分野の学校教育にも影響した。放送当時、本作は広島大学や早稲田大学など、地球史に関連する複数の大学の講義に活用されていた。高等学校理科の地学の学習指導案作成にあたって石川県教員総合研修センターは本作に着目し、本作の映像を通して当時の最新研究に触れて生徒の関心を高めることができると期待した。2010年代にも高等学校における生物や日本史の授業に利用された例が確認できる。2017年度までの報告によると、当時630校存在する日本の定時制高校の理科教員242人を対象とした調査において、『NHKスペシャル』を使用したことのある教員は52%に達した。本作はその中でも『地球大紀行』（NHK特集）と『人体』シリーズに並んで利用頻度が高かった。

### NHKオンデマンド
放送から約4年後にサービスが開始されたNHKオンデマンドでも本作は配信された。2008年12月1日から2009年8月31日までのPCでの視聴数では、当時のコンテンツの中で第1集から第6集まで順番に20位、23位、24位、25位、38位、41位を記録した。これは同じく古生物を題材として後に放送されたNHKスペシャル『恐竜vsほ乳類』（2006年）を全体として上回る記録で、第1集よりも高記録を残したNHKスペシャルは3位の『沸騰都市』の第1回（2008年）のみであった。2008年12月1日から2009年9月30日までのPCでのタイトル別視聴ランキングでは第1集が7位となり、NHKスペシャル内では『沸騰都市』に次ぐ2位であった。
2010年3月29日から4月30日までのPCでの視聴ランキングでは、第1集から第3集がそれぞれ13位、28位、41位となり、完全有料作品の中では3位、11位、23位を記録した。第1集はNHKスペシャルの中でも3位であり、1位と2位はそれぞれ『100年の難問はなぜ解けたのか 天才数学者　失踪の謎』（2007年）と『魔性の難問 リーマン予想・天才たちの闘い』（2009年）であった。

### ネットミーム
第1集の隕石衝突のシミュレーション映像はMADムービーに使われることが多い。2007年8月10日に「イチローのレーザービームで人類滅亡」という動画が投稿される。この動画には、2001年4月13日のメジャーリーグベースボールの、シアトル・マリナーズ対オークランド・アスレチックス戦における、当時マリナーズに在籍していたイチローの「レーザービーム」時の試合映像が使用されており、「投げたボールが光を発しながら飛んで行き、3塁に到達した途端に爆発を起こし人類滅亡する」という内容で、人類滅亡した時の映像に、前述の隕石の映像が使われており、音源（BGM）は「盆回り」に差し替えられている。当該動画は人気を博し、以降、様々な人や物が地球を滅亡させる「人類滅亡シリーズ」が定着した。